# Şūfī Aḩmad
Şūfī Aḩmad (persiska: صوفی احمد) är en ort i Iran.   Den ligger i provinsen Östazarbaijan, i den nordvästra delen av landet, 400 km väster om huvudstaden Teheran. Şūfī Aḩmad ligger 1 486 meter över havet och antalet invånare är 108.
Terrängen runt Şūfī Aḩmad är huvudsakligen lite kuperad. Şūfī Aḩmad ligger nere i en dal. Runt Şūfī Aḩmad är det ganska glesbefolkat, med 22 invånare per kvadratkilometer. Närmaste större samhälle är Naşīrābād-e Soflá, 11,8 km nordväst om Şūfī Aḩmad. Trakten runt Şūfī Aḩmad består i huvudsak av gräsmarker.